# Centaurea derventana
Centaurea derventana — вид квіткових рослин айстрових (Asteraceae). Ареал: Боснія і Герцеговина, Сербія, Косово.

## Морфологічна характеристика
Багаторічна трав'яниста рослина. Стебло прямовисне, заввишки 10–30 см, слабо розгалужене, гілки закінчуються однією квітковою головою. Листки шорсткі, нижні з черешками, ліроподібно-перисто-розділені, з 2–3 яйцюватими загостреними частками з кожного боку, які крилоподібно спускаються вниз по осі листка, кінцева частка більша; листки на стеблі сидячі, ліроподібні, 1–3 бічні частки ланцетні, на верхівці значно більші, оберненояйцеподібні; листя нерозділені на верхній частині стебла. Голови подовжено-яйцеподібні, 12–14 мм завдовжки і 6–7 мм завширшки. Квітки пурпурові. Папус дорівнює довжині плоду.

## Середовище
Росте виключно в рослинності у тріщинах карбонатних скель.